# Форд, Бетти
Элизабет Энн «Бетти» Блумер Форд (англ. Elizabeth Anne «Betty» Bloomer Ford, 8 апреля 1918, Чикаго — 8 июля 2011, Ранчо-Мираж) — супруга президента США Джеральда Форда, первая леди США с 9 августа 1974 по 20 января 1977 года.

## Ранние годы
Элизабет Энн Блумер родилась в 1918 году в Чикаго и была третьим ребёнком и единственной дочерью в семье. Детство девочки прошло преимущественно в Гранд-Рэпидс, Мичиган, где она окончила центральную среднюю школу. После чёрного четверга 1929 года Бетти Блумер занялась моделированием одежды, а также начала учить других детей танцевать вальс, фокстрот и большое яблоко. Сама она обучалась танцам в танцевальной студии Каллы Трэвис, обучение в которой завершила в 1935 году. Когда Блумер было 16 лет, умер её отец, отравившись угарным газом во время работы в своём гараже.

## Становление карьеры
По окончании школы Бетти намеревалась продолжить обучение танцам в Нью-Йорке, однако её мать выступила против этого. Вместо этого Блумер два года в летний период посещала Беннингтонскую школу танца в Беннингтоне, штат Вермонт, где училась под руководством Марты Грэм. Параллельно она работала моделью в фирме Джона Роберта Пауэрса, где зарабатывала на своё обучение. Вскоре Бетти вступила во вспомогательную танцевальную группу Грэм и начала выступать в Карнеги-холле. Мать не одобряла карьерный путь дочери и требовала от Бетти вернуться на родину. Однако вскоре мать и дочь смогли прийти к компромиссу.
В 1941 году Блумер вернулась в Мичиган, где начала работать координатором по моде в местном универмаге. Также она организовала собственную танцевальную группу и занялась преподаванием танцевального искусства, в том числе обучая и детей-инвалидов.

## Брак и семья

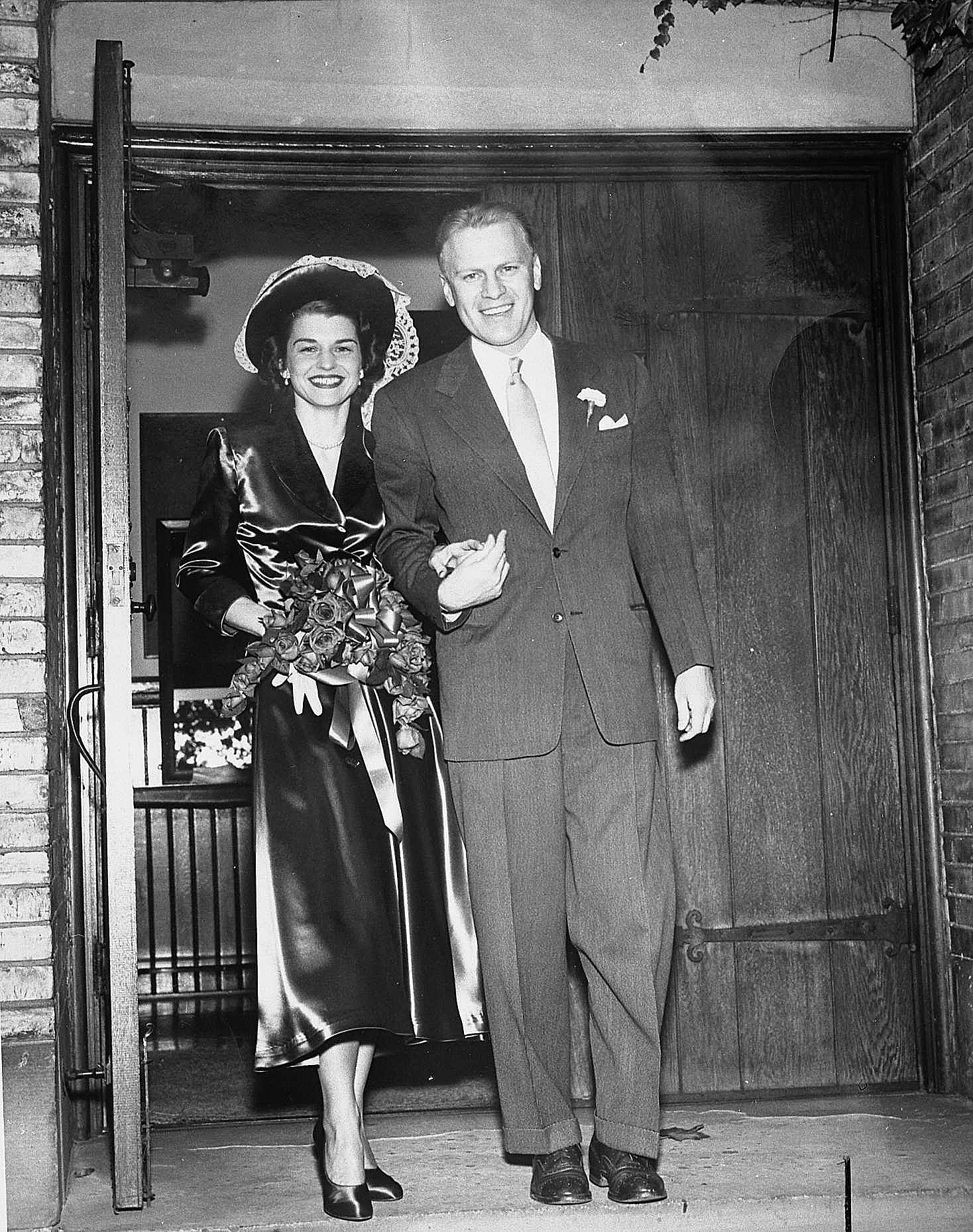
Супруги Форд в день бракосочетания 15 октября 1948 г.

В 1942 году Блумер вышла замуж за Уильяма Уоррена, продавца мебели, которого она знала с 12 лет. У семейной пары не было детей. В 1947 году их брак был расторгнут. Новым избранником Бетти стал юрист и ветеран Второй мировой войны Джеральд Форд. Бракосочетание состоялось 15 октября 1948 года в Гранд-Рэпидс. У семейной четы родилось четверо детей: Майкл Джеральд Форд (род. 1950), Джон Гарднер Форд (род. 1952), Стивен Мейгс Форд (род. 1956) и Сьюзен Элизабет Форд (род. 1957).
В 1974 году после Уотергейтского скандала ушёл в отставку президент Ричард Никсон. Джеральд Форд, занимавший в этот момент должность вице-президента, вступил на должность главы государства. Бетти и Джеральд были одной из наиболее открытых семейных пар Белого дома и не стеснялись открыто демонстрировать взаимную любовь.

## Дальнейшая жизнь
В сентябре 1973 года Бетти Форд попадает в госпиталь. У неё обнаруживается рак груди, ей удаляют правую грудь. Во время восстановления в госпитале она получала тысячи писем, телефонных звонков и цветы от людей, выражающих ей поддержку. Она решила использовать свое положение жены президента, чтобы привлечь внимание общества к необходимости проведения периодических обследований женской груди на предмет обнаружение рака на ранних стадиях.
Она открыто и честно говорила о своей болезни, ломая общественные стереотипы. По мнению экспертов, её деятельность спасла множество женских жизней. Бетти Форд успешно восстанавливалась, и в 1976 году, после проведенных проверок, доктора заявили о том, что болезнь отступила (заключение врачей: cancer-free). В 1978 году Бетти Форд опубликовала автобиографию «The Times of My Life». 
В 1982 году она основала Центр Бетти Форд — организацию по борьбе с алкоголизмом и наркотической зависимостью, которыми страдала на протяжении двух последних десятилетий.
В 1987 году Форд была увековечена в Мичиганском зале славы женщин. В 1991 году также она была награждена Президентской медалью Свободы, а в 1999 — Золотой медалью Конгресса.

## Смерть
Бетти Форд скончалась 8 июля 2011 года в возрасте 93 лет в калифорнийском городе Ранчо-Мираж от осложнений, связанных с перенесённым ею ранее инсультом.